# Fisiología celular

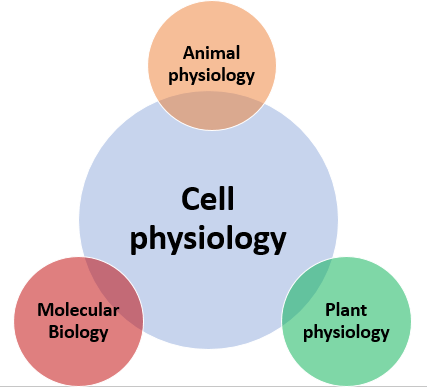

La fisiología celular es el estudio biológico de las actividades que tienen lugar en una célula para mantenerla viva. El término fisiología se refiere a las funciones normales en un organismo vivo. Las células animales, las células vegetales y los microorganismos muestran funciones similares a pesar de que varían en estructura.
La absorción de agua por las raíces, la producción de alimentos en las hojas y el crecimiento de los brotes hacia la luz son ejemplos de la fisiología de las plantas. El metabolismo heterótrofo de los alimentos derivados de plantas y animales y el uso del movimiento para obtener nutrientes (incluso si el organismo permanece en una posición relativamente estacionaria) son característicos de la fisiología animal.

## Características generales
Hay dos tipos de células: procariotas y eucariotas. 
Los procariotas fueron los primeros en desarrollarse y no tienen un núcleo autónomo. Sus mecanismos son más simples que los eucariotas evolucionados más tarde, que contienen un núcleo que envuelve el ADN de la célula y algunos orgánulos. 

### Procariotas

Estructura típica de células procariotas

Los procariotas tienen ADN ubicado en un área llamada nucleoide, que no está separada de otras partes de la célula por una membrana. Hay dos dominios de procariotas: bacterias y arqueas. Los procariotas tienen menos orgánulos que los eucariotas. Ambos tienen membranas plasmáticas y ribosomas (estructuras que sintetizan proteínas y flotan libremente en el citoplasma). Dos características únicas de los procariotas son las fimbrias (proyecciones en forma de dedos en la superficie de una célula) y los flagelos (estructuras filiformes que ayudan al movimiento).

### Eucariotas

Estructura típica de células animales eucariotas

Los eucariotas tienen un núcleo donde está contenido el ADN. Suelen ser más grandes que los procariotas y contienen muchos más orgánulos. El núcleo, la característica de un eucariota que lo distingue de un procariota, contiene una envoltura nuclear, nucleolo y cromatina. En el citoplasma, el retículo endoplásmico (RE) sintetiza membranas y realiza otras actividades metabólicas. Hay dos tipos, RE rugoso (que contiene ribosomas) y RE liso (sin ribosomas). El aparato de Golgi consiste en múltiples sacos membranosos, responsables de la fabricación y el envío de materiales como las proteínas. Los lisosomas son estructuras que usan enzimas para descomponer sustancias a través de la fagocitosis, un proceso que comprende endocitosis y exocitosis. En las mitocondrias, se producen procesos metabólicos como la respiración celular. El citoesqueleto está hecho de fibras que sostienen la estructura de la célula y ayudan a que la célula se mueva.

## Procesos fisiológicos
Existen diferentes formas a través de las cuales las células pueden transportar sustancias a través de la membrana celular. Las dos vías principales son el transporte pasivo y el transporte activo. El transporte pasivo es más directo y no requiere el uso de la energía de la célula. Se basa en un área que mantiene un gradiente de concentración de alta a baja. El transporte activo utiliza trifosfato de adenosina (ATP) para transportar una sustancia que se mueve contra su gradiente de concentración.

### Movimiento de proteínas
La vía para que las proteínas se muevan en las células comienza en la sala de emergencias. Se sintetizan lípidos y proteínas en el RE, y se agregan carbohidratos para producir glicoproteínas. Las glicoproteínas experimentan más síntesis en el aparato de Golgi, convirtiéndose en glicolípidos. Tanto las glucoproteínas como los glucolípidos se transportan en vesículas a la membrana plasmática. La célula libera proteínas secretoras o exocitosis.

### Transporte de iones

Transporte de iones: dirección del flujo de Na/K

Los iones viajan a través de las membranas celulares a través de canales, bombas o transportadores. En los canales, se mueven hacia abajo por un gradiente electroquímico para producir señales eléctricas. Las bombas mantienen gradientes electroquímicos. El tipo principal de bomba es la bomba de Na / K. Mueve 3 iones de sodio de una célula y 2 iones de potasio a una célula. El proceso convierte una molécula de ATP en difosfato de adenosina (ADP) y Pi. En un transportador, los iones usan más de un gradiente para producir señales eléctricas.

### Endocitosis en células animales

Endocitosis en células animales

La endocitosis es una forma de transporte activo donde una célula absorbe moléculas, usando la membrana plasmática, y las empaqueta en vesículas.

### Fagocitosis
En la fagocitosis, una célula rodea partículas que incluyen partículas de alimentos a través de una extensión de los seudópodos, que se encuentran en la membrana plasmática. Los seudópodos empaquetan las partículas en una vacuola de alimentos. El lisosoma, que contiene enzimas hidrolíticas, se fusiona con la vacuola alimentaria. Las enzimas hidrolíticas, también conocidas como enzimas digestivas, luego digieren las partículas dentro de la vacuola alimentaria.

### Pinocitosis
En la pinocitosis, una célula absorbe ("traga") líquido extracelular en vesículas, que se forman cuando la membrana plasmática rodea el líquido. La célula puede absorber cualquier molécula o soluto a través de este proceso.

### Endocitosis mediada por receptores
La endocitosis mediada por receptores es una forma de pinocitosis en la que una célula absorbe moléculas o solutos específicos. Las proteínas con sitios receptores se encuentran en la membrana plasmática, uniéndose a solutos específicos. Las proteínas receptoras que están unidas a los solutos específicos van dentro de fosas recubiertas, formando una vesícula. Las vesículas luego rodean los receptores que están unidos a los solutos específicos, liberando sus moléculas. Las proteínas receptoras son recicladas de regreso a la membrana plasmática por la misma vesícula.

## Contexto en la fisiología
En el contexto de la fisiología humana, el término fisiología celular a menudo se aplica específicamente a la fisiología del transporte de membrana, la transmisión neuronal y (con menos frecuencia) la contracción muscular. En general, estos cubren la digestión de los alimentos, la circulación de la sangre y la contracción de los músculos y, por lo tanto, son aspectos importantes de la fisiología humana. 
El enfoque experimental en fisiología celular es un aspecto importante porque utiliza los métodos experimentales para resolver cualquier problema científico relacionado con la fisiología. Los siguientes ejemplos se han estudiado en problemas celulares utilizando el método experimental: 
- Primero, se estudió la clave para comprender las actividades de las células en animales, células vegetales y microorganismos, identificando la naturaleza de la organización de las células.
- En segundo lugar, las diferencias del entorno desempeñan un papel de la naturaleza del entorno celular, la resistencia celular y el ajuste.
- En tercer lugar, la naturaleza de la célula en la regulación y el transporte de materiales dentro y fuera de las células que cruzan la membrana celular.
- Cuarto, los alimentos celulares y sus conversiones y el mecanismo del proceso de respiración para liberar energía de los alimentos celulares.
- En quinto lugar, el uso de la energía en la respiración en términos de realizar los distintos tipos de trabajo. Por ejemplo, mantenimiento, preparación, osmótica y para la fabricación de secreciones.

La fisiología celular se relaciona con diferentes campos de la fisiología, como la fisiología animal, la fisiología animal comparada, la fisiología vegetal y la biología molecular, son partes fundamentales del campo de la fisiología. La fisiología animal desempeña un papel en el trabajo de varios órganos del cuerpo que coordinan esos órganos para integrar el comportamiento animal. Los médicos en cuestión estaban preocupados por la fisiología de los organismos vertebrados en particular los mamíferos, porque la información proporcionada podría aplicarse de manera beneficiosa a la fisiología del ser humano en la salud y las enfermedades. Es beneficioso trabajar en la fisiología de los órganos como un enfoque médico. Sin embargo, el nivel celular también se puede utilizar. Además, la fisiología animal comparativa es un obstáculo para estudiar la función de cualquier órgano en varios tipos de animales, como vertebrados e invertebrados, para encontrar las relaciones fundamentales. La fisiología vegetal es más probable que se trate de la respuesta, nutrición, crecimiento y reproducción de diferentes tipos de plantas. y dado que el funcionamiento de animales y plantas dependen de la función del componente celular. Todos estos estudios fisiológicos han sido reconocidos por investigadores interesados en los organismos y que trabajaron a nivel celular para resolver problemas a nivel de los órganos. por otro lado, la biología molecular se vuelve para explicar las actividades de las células a nivel molecular. En el pasado, ha sido limitada al estudio de las actividades de los virus y las bacterias. Sin embargo, ahora se está extendiendo al estudio de las actividades de las células eucariotas. La biología molecular ha contribuido como un objetivo para la fisiología celular al ser una fuente poderosa de mutantes (este método se ha aplicado a muchos problemas en fisiología celular), como el transporte a través de la membrana celular y la naturaleza de las membranas. Sin embargo, muchos de los problemas de fisiología celular no se han resuelto mediante el enfoque molecular.

## Características generales de fisiología celular
Todas las células vivas, ya sean procariotas o eucariotas, contienen las siguientes características distintivas:
- Se basan en las propiedades compartidas por todos los organismos vivos independientes en la Tierra,

- El código genético se basa en el ADN.
- El ADN está compuesto por cuatro nucleótidos (desoxiadenosina, desoxicitidina, desoxitimidina y desoxiguanosina), con exclusión de otros posibles desoxinucleótidos.
- El código genético está compuesto por codones de tres nucleótidos, lo que produce 64 codones diferentes. Dado que solo se usan 20 aminoácidos, los codones múltiples codifican para los mismos aminoácidos. Esta estructura es arbitraria y compartida por todos los eucariotas y procariotas. Archaea y mitocondrias usan un código similar con pequeñas diferencias.
- El ADN se mantiene de doble cadena mediante una ADN polimerasa dependiente de la plantilla.
- La integridad del ADN se mantiene mediante un grupo de enzimas de mantenimiento, incluidas la ADN topoisomerasa, ADN ligasa  y otras enzimas reparadoras del ADN. El ADN también está protegido por proteínas de unión al ADN como las histonas.
- El código genético se expresa a través de intermedios de ARN, que son de cadena sencilla.
- El ARN se produce mediante una ARN polimerasa dependiente de ADN utilizando nucleótidos similares a los del ADN, con la excepción de la timidina en el ADN, reemplazada por la uridina en el ARN.
- El código genético se expresa en proteínas. Todas las demás propiedades del organismo (por ejemplo, la síntesis de lípidos o carbohidratos) son el resultado de enzimas proteicas.
- Las proteínas se ensamblan a partir de aminoácidos libres mediante la traducción de un ARNm por ribosomas, ARNt y un grupo de proteínas relacionadas.
- Los ribosomas se componen de dos subunidades, una grande y otra pequeña.
- Cada subunidad ribosomal está compuesta por un núcleo de ARN ribosomal rodeado de proteínas ribosómicas.
- Las moléculas de ARN (ARNr y ARNt) juegan un papel importante en la actividad catalítica de los ribosomas.
- Solo se utilizan 20 aminoácidos, con exclusión de innumerables aminoácidos no estándar; sólo se utilizan los isómeros L
- Los aminoácidos deben ser sintetizados a partir de glucosa por un grupo de enzimas especializadas; Las vías de síntesis son arbitrarias y conservadas.
- La glucosa se puede utilizar como fuente de energía y carbono; solo se utiliza el isómero D.
- La glucólisis pasa por una vía de degradación arbitraria.
- El ATP se utiliza como intermediario energético.
- La célula está rodeada por una membrana celular compuesta de una bicapa lipídica.
- Dentro de la célula, la concentración de sodio es más baja y el potasio es más alto que en el exterior. Este gradiente se mantiene mediante bombas de iones específicas. La concentración de calcio dentro de una célula también es menor que en el exterior.
- La célula se multiplica duplicando todos sus contenidos seguidos por la división celular.

- El antepasado más antiguo de toda la vida que se supone que contiene estos atributos se conoce como el último antepasado común.